# Fuerza Aérea Glacier
Fuerza Aérea Glacier är en glaciär i Antarktis. Den ligger i Sydshetlandsöarna. Argentina, Chile och Storbritannien gör anspråk på området. Fuerza Aérea Glacier ligger 208 meter över havet.
Terrängen runt Fuerza Aérea Glacier är huvudsakligen kuperad, men åt nordväst är den platt. Havet är nära Fuerza Aérea Glacier åt nordost.  Trakten är glest befolkad. Närmaste befolkade plats är Maldonado Station, 6,6 kilometer nordväst om Fuerza Aérea Glacier. 